# Sintografia

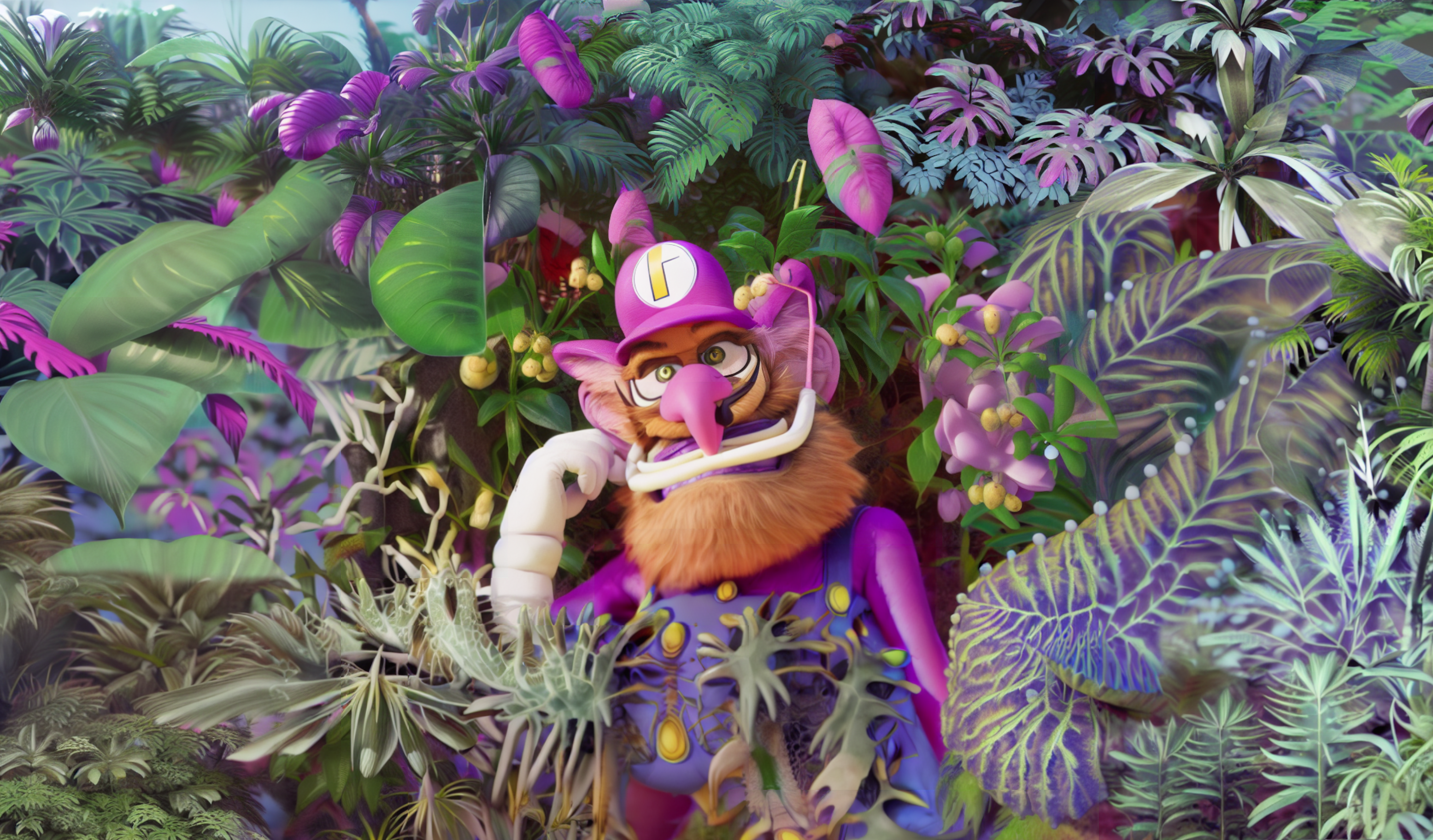
Un'immagine sintografica generata con Stable Diffusion e la tecnica dell'outpainting

 La sintografia  è il metodo per generare sinteticamente immagini digitali utilizzando l'apprendimento automatico. Si distingue da altri metodi di creazione e modifica grafica per l'utilizzo di modelli di intelligenza artificiale Text-to-Image per la generazione di media sintetici. È comunemente ottenuto mediante descrizioni testuali di "prompt engineering" come input per creare o modificare un'immagine desiderata.
I modelli Text-to-Image, gli algoritmi e i software sono strumenti utilizzati nella sintografia progettati per avere competenze tecniche nella creazione dell'output mediante input umano. La sintesi utilizza generalmente modelli Text-to-Image per sintetizzare nuove immagini come un derivato dei set di dati di addestramento su cui sono stati addestrati. Un'altra tecnica consiste nell'addestrare un modello su uno specifico set di dati di immagini per insegnargli un concetto specifico.

## Etimologia
Dalla sintesi latina "raccolta, composizione", dalla sintesi greca "composizione, un mettere insieme".
 "-grafia" è l'elemento che forma la parola che significa "processo di scrittura o registrazione" o "una scrittura, registrazione o descrizione" (nell'uso moderno specialmente nella formazione di nomi di scienze descrittive). Dal francese o dal tedesco -graphie, dal greco -graphia "descrizione di", usato in sostantivi astratti da graphein prima "disegnare, rappresentare con linee tracciate", originariamente "raschiare, grattare" (su tavolette di argilla con uno stilo). Il termine è ancora agli inizi, poiché varie persone usano terminologie diverse per la stessa tecnica.

## Storia
L'evento noto per aver avviato l'ampio utilizzo dei modelli da testo a immagine è la pubblicazione di DALL-E da parte di OpenAI nel gennaio 2021. Sebbene non sia stato rilasciato al pubblico, CLIP (Contrastive Language-Image Pre-training) è stato pubblicato in open source, il che ha portato a una successione di implementazioni con altri generatori come Generative adversarial networks e Diffusion models. Il prossimo grande evento, che ha portato a un aumento della popolarità di tale tecnica, è stato il rilascio di DALL-E 2 nell'aprile 2022. Dopo averlo rilasciato lentamente come beta privata, è diventato pubblico nel luglio 2022. Nell'agosto 2022, Stable Diffusion è stato reso open source da Stability AI, che ha promosso un movimento guidato dalla comunità.

## Metodologia
Poiché la sintografia si riferisce al metodo di generazione dell'arte visiva AI, questi sono i mezzi o le categorie utilizzate nel metodo.
| input Output | testo               | Immagine               | Modello 3D       | video               |
| ------------ | ------------------- | ---------------------- | ---------------- | ------------------- |
| testo        | chatbot             | da testo a immagine    | da testo a 3D    | da testo a video    |
| Immagine     | da immagine a testo | da immagine a immagine | da immagine a 3D | da immagine a video |
| video        |                     |                        |                  | da video a video    |

| sfondo bianco       | Non esiste ancora                               |
| sfondo verde chiaro | Attualmente esiste nel mondo accademico o beta  |
| sfondo verde        | Esiste commercialmente o ampiamente disponibile |

## Differenza tra sintografia e Ai Art (Arte Visuale iA)

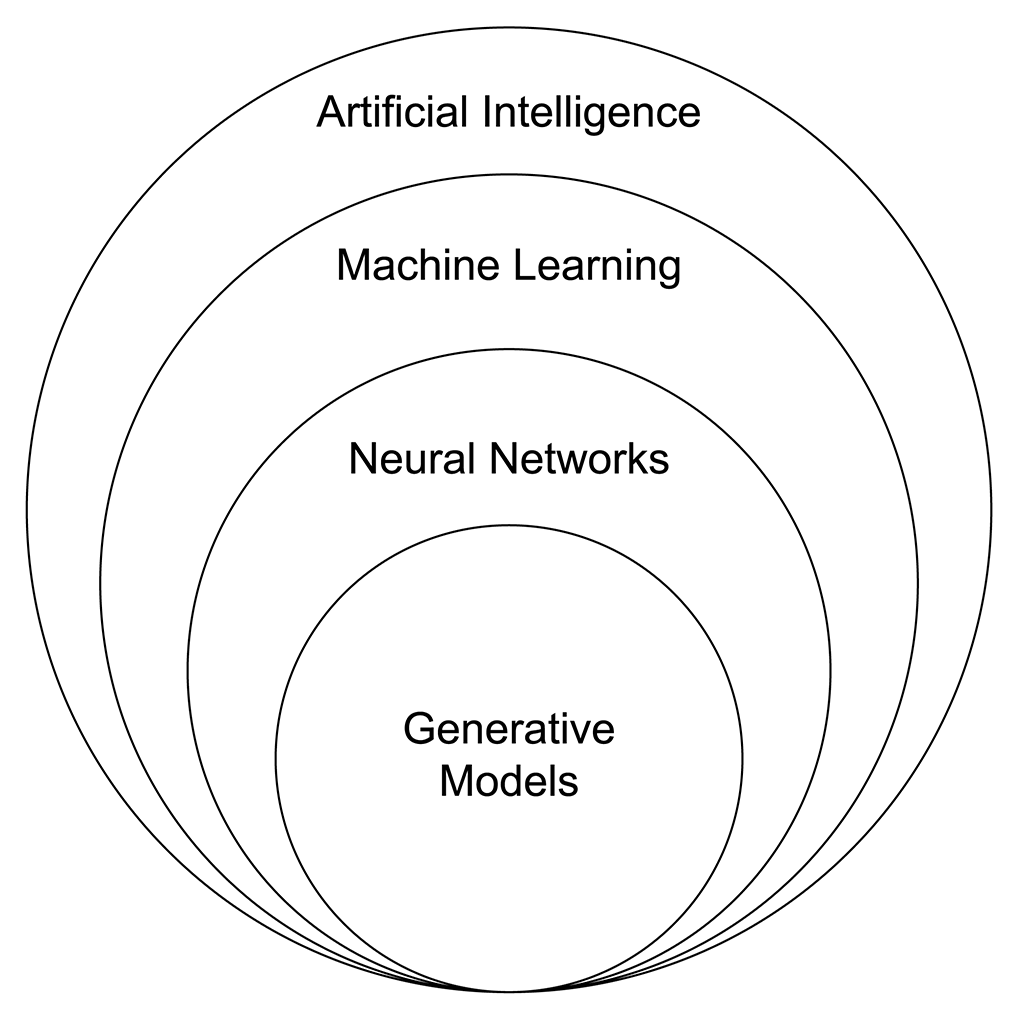
Relazione tra Intelligenza Artificiale (Artificial Intelligence Art) e modelli generativi (Sintografia), diagramma di Venn

La sintografia è il metodo utilizzato per creare media sintetici utilizzando modelli generativi. L'Ai-Art (che comprende la musica, la cucina e il design dei livelli dei videogiochi) è il risultato creato utilizzando l'intelligenza artificiale, una categoria troppo ampia e sempre più vasta.
Quando Elke Reinhuber ha coniato il termine sintografia nel suo articolo "Synthography - An Invitation to Reconsider the Rapidly Changing Toolkit of Digital Image Creation", ha parlato di una "crisi di legittimazione" come origine della necessità di tale termine. Prima che venissero utilizzati i modelli generativi, gli "algoritmi artistici" di intelligenza artificiale esistevano già in mezzi come software di editing grafico (ad esempio: riempimento sensibile al contesto, applicazione di stili artistici esistenti, miglioramento/aumento della risoluzione), che impiegano un'ampia gamma di strumenti di intelligenza artificiale, e le fotocamere DSLR e smartphone (ad esempio: riconoscimento degli oggetti, messa a fuoco in-camera, algoritmi di apprendimento automatico in condizioni di scarsa illuminazione), che continuano a subire un rapido e costante sviluppo.
I modelli generativi come le GAN (reti generative avversarie) e i modelli di diffusione sono un sottoinsieme delle reti neurali, a loro volta un sottoinsieme delle tecniche di apprendimento automatico, che compongono un sottoinsieme dei metodi che impiegano intelligenza artificiale. La relazione tra tutti questi modelli è rappresentata nel diagramma di Venn qui riportato. La sintografia utilizza specificamente modelli generativi, come quelli diffusi da software quali DALL-E, Midjourney e Stable Diffusion.